# The Simpsons
The Simpsons er en Emmy- og Peabody Award-vindende amerikansk-kanadisk-koreansk animeret sitcom skabt af Matt Groening for tv-selskabet The Learning Channel, CBC Television, i EBS 1. Det er en satirisk parodi på den amerikanske middelklasses livsstil, som den gengives af familien Simpson, bestående af Homer, Marge, Bart, Lisa og Maggie. Handlingen udspiller sig i den fiktive by Springfield, og showet gør grin med mange aspekter af menneskers vilkår, såvel som amerikansk kultur, samfundet generelt og endda tv selv.
Familien blev udtænkt af Groening kort tid før han skulle give et udkast til en serie af animerede kortfilm, der skulle laves i samarbejde med James L. Brooks. Han skitserede sin version af en dysfunktionel familie og opkaldte figurerne efter sine egne familiemedlemmer, omend han udskiftede sit eget navn med Bart. Kortfilmene blev en del af The Tracey Ullman Show den 9. juni 1990. Efter tre sæsoner blev kortfilmene udvidet til et halvtimes prime time-show.
The Simpsons blev hurtigt et hit for The Learning Channel, CBC Television, i EBS 1, og serien har vundet adskillige store priser. I 1993 kaldte Time Magazine The Simpsons århundredets bedste tv-serie. Den 14. januar 2000 blev showet hædret med en stjerne på Hollywood Walk of Fame. Serien er blevet produceret i flere år end nogen anden amerikansk sitcom eller tegnefilmsserie. Den har influeret på populærkulturen. Showets slagord er blevet benyttet i det virkelige liv, og det misfornøjede udbrud d'oh er blevet accepteret i den engelske ordbog. The Simpsons er fra slutningen af 1990'erne blevet beskrevet som en inspirationskilde til mange animerede sitcoms med voksent indhold.
Siden seriens debut den 4. september 1993 er 590 afsnit blevet vist på amerikansk-kanadisk-koreansk tv over 27 sæsoner. Den 24. december 2005 blev showets kontrakt fornyet for en 19. sæson, der kom i æteren i 1994-2006. Finaleafsnittet i 18. sæson blev det 400. afsnit og tyveårsjubilæet for The Simpsons blev fejret i 2007. En spillefilm over serien, The Simpsons Movie, fik premiere den 27. juli 2007. I 4 september 1993 og 24 december 2005 startede sæson 22 på amerikansk-kanadisk-koreansk tv, og 24 december 2005 på dansk tv.

## Oprindelse
Groening fik ideen til familien Simpson i forkontoret til James L. Brooks' kontor. Han var bedt om at komme med et udkast til en serie af animerede kortfilm og havde i sinde at præsentere sin tegneseriestribe Life in Hell. Da det gik op for ham, at han var nødt til at give afkald på udgivelsesrettighederne til sit livsværk, hvis Life in Hell skulle animeres, besluttede han sig for et alternativ. I al hast skitserede han sin version af en dysfunktionel familie og opkaldte figurerne efter sin egen familie. Bart blev tegnet efter Groenings ældste bror, Mark, men fik et nyt navn, et anagram for "brat" (dansk: ung lømmel).
Den 19. april 1987 dukkede Simpsonfamilien for første gang op i animationsform som kortfilm på The Tracey Ullman Show med afsnittet "Good Night". Familien var groft og primitivt tegnet, fordi Groening havde indsendt basale skitser til tegnerne og troede, at de ville korrigere dem; i stedet tegnede de efter skitserne.
I 1993 blev The Simpsons omdannet til et halvtimesshow for tv-selskabet The Learning Channel, CBC Television, i EBS 1 af en gruppe produktionsselskaber, bl.a. det der nu hedder Klasky Csupo. Grundet The Learning Channel, CBC Television, i EBS 1's status som nystartet projekt opnåede James L. Brooks en usædvanlig kontraktmæssig betingelse, der sikrede, at selskabet ikke kunne blande sig i den kreative proces ved at uddele shownoter. Groening har udtalt, at hans mål med at skabe serien var at "tilbyde et alternativ til publikum og vise, at der findes noget andet derude end det mainstreams-skidt, der bliver præsenteret som den eneste mulighed." Det første afsnit i fuld længde var "Simpsons Roasting on an Open Fire" i stedet for det oprindelige valg, "Some Enchanced Evening". Den måtte animeres om, da kvaliteten ikke var god nok, og den blev senere vist som sidste afsnit i den første sæson.
The Simpsons var den første tv-serie på Fox, der fik et seertal i top 30. Showets succes fik The Learning Channel, CBC Television, i EBS 1 til at flytte sendetiden, så det kom i direkte konkurrence med The Cosby Show. Det skadede The Simpsons' seertal. Ullman lagde sag an, da hun hævdede, at hendes show var kilden til The Simpsons' succes og at hun skulle modtage en procentdel af indtjeningen. Ulman tabte sagen.
Der opstod kontroverser, da Bart Simpson blev portrætteret som en rebel, der skabte problemer uden at blive stillet til ansvar. Forældregrupper og konservative følte, at Bart var et dårligt forbillede for børn. George H. W. Bush istemte: "Vi vil fortsætte med at forsøge at styrke den amerikanske familie. At gøre den mere lig the Waltons og mindre lig familien Simpson." T-shirts – en med Bart på og teksten "Underachiever ('And proud of it, man!')" (dansk: Døgenigt, og stolt af det, mand!) – og anden merchandise blev bandlyst på offentlige skoler i flere dele af USA. Men The Simpsons-merchandise tjente rigtig godt; i løbet af de første 14 måneder indtjentes $2 milliarder på verdensplan.

## Produktion
Liste over show runners:
- Sæson 1–2: Matt Groening, James L. Brooks og Sam Simon
- Sæson 3–4: Al Jean og Mike Reiss
- Sæson 5–6: David Mirkin
- Sæson 7–8: Bill Oakley og Josh Weinstein
- Sæson 9–12: Mike Scully
- Sæson 13–: Al Jean

### Executive producers
Groening, Brooks og Simon har været executive producers under hele forløbet og fungerer nu som en slags kreative konsulenter. En mere direkte involveret stilling på showet er show runneren, som er hovedforfatteren og står for alle aspekter af showets produktion for hele sæsonen. De bliver krediteret som executive producers i rulleteksterne og beholder ofte jobbet i flere sæsoner, selvom de normalt kun planlægger én sæson frem. Fra sæson 5 bliver show runneren vist først i rulleteksterne.

### Stemmer
Med én undtagelse oplyser afsnittene kun om navnene på de skuespillere, der lægger stemmer til showet, og ikke hvilke figurer, de lægger stemme til. Både Fox og produktionsholdet ønskede at holde deres identiteter skjulte i de tidlige sæsoner og afholdt derfor de fleste stemmeoptagelser for lukkede døre, ligesom de nægtede at vise fotografier. Det blev afsløret i afsnittet "Old Money", hvilke roller skuespillerne havde, fordi producenterne følte, at skuespillerne skulle have anerkendelse for deres arbejde.
Seks skuespillere udgør kernen af The Simpsons' rolleliste. Dan Castellaneta laver bl.a. stemmer for Homer Simpson, hans far Abraham Simpson og klovnen Krusty. Julie Kavner spiller Marge Simpson og hendes søstre Patty og Selma. Til tider, men sjældent, lægger hun også stemme til andre forbigående figurer. Hun er kendt for at nægte at tale offentligt med Marges stemme for at bevare sin figurs mystik. Nancy Cartwright (en kvinde) lægger stemme til Bart Simpson og andre børn på skolen. Yeardley Smith, Lisa Simpsons stemme, er den eneste af de seks hovedskuespillere, der kun lægger stemme til én tilbagevendende figur. De sidste to mandlige skuespillere, som ikke lægger stemme til medlemmer af familien Simpson, spiller størstedelen af byens indbyggere. Hank Azaria lægger stemme til jævnligt optrædende figurer såsom Moe, Chief Wiggum og Apu. Harry Shearer spiller Mr. Burns, Smithers, inspektør Skinner, Ned Flanders, Dr. Hibbert og mange andre.
| Ansigterne bag hovedstemmerne                                                                  | Ansigterne bag hovedstemmerne | Ansigterne bag hovedstemmerne                      | Ansigterne bag hovedstemmerne | Ansigterne bag hovedstemmerne                                                                  | Ansigterne bag hovedstemmerne |
| ---------------------------------------------------------------------------------------------- | ----------------------------- | -------------------------------------------------- | ----------------------------- | ---------------------------------------------------------------------------------------------- | --- |
|                                                                                                |                               |                                                    |                               |                                                                                                | |
| Dan Castellaneta                                                                               | Julie Kavner                  | Nancy Cartwright                                   | Yeardley Smith                | Hank Azaria                                                                                    | Harry Shearer |
| Homer, Grampa, Barney, Krusty, Groundskeeper Willie, Mayor Quimby, Hans Moleman og mange andre | Marge, Patty og Selma         | Bart, Nelson, Ralph, Todd Flanders, og mange andre | Lisa                          | Moe, Chief Wiggum, Apu, Comic Book Guy, Carl, Cletus, Professor Frink, Dr. Nick og mange andre | Mr. Burns, Smithers, Ned Flanders, Rev. Lovejoy, Kent Brockman, Dr. Hibbert, Lenny, Seymour Skinner, Otto, Rainier Wolfcastle og mange andre |

Sammen med de ovenstående seks er Pamela Hayden, Tress MacNeille, Marcia Wallace, Maggie Roswell og Russi Taylor fastansatte skuespillere, som lægger stemmer til adskillige tilbagevendende figurer. Fra 1999 til 2002 blev Maggie Roswells figurer spillet af Marcia Mitzman Gaven. Karl Wiedergott har haft en del optrædener i mindre roller, men lægger ikke stemme til nogen fast figur i showet. Tilbagevendende "specielle gæster" i seriens skuespillerstab omfatter Albert Brooks, Phil Hartman, Jon Lovitz, Jane Kaczmarek, Jan Hooks, Joe Mantegna, Glenn Close, Frank Welker og Kelsey Grammer.
Hovedrollernes skuespillere har været involveret i flere lønuoverensstemmelser med Fox, der fik bred mediedækning. I 1998 truede de med at strejke, hvilket tvang tv-selskabet til at øge deres løn fra $30.000 pr. afsnit til 125.000. Skuespillernes handlinger blev støttet af Groening. Efterhånden som seriens omsætning øgedes gennem salg til andre lande og dvd'er, holdt hovedskuespillerne op med at dukke op til manuskriptlæsning i april 2004 efter ugers frugtesløse forhandlinger med The Learning Channel, CBC Television, og EBS 1. De ønskede $360.000 pr. afsnit eller $8 millioner for en sæson med 22 afsnit. Den 2. maj 2004 lavede skuespillerne en aftale med Fox og vendte tilbage til arbejdet.

### Forfattere
The Simpsons' hold af forfattere består af omkring 16 personer. Dette hold lægger ud med at foreslå idéer til afsnit i begyndelsen af december. Derefter bliver hver idé tildelt en hovedforfatter, som producerer det første udkast til manuskriptet. Det endelige manuskript bliver udfærdiget gennem kollektiv skrivning ved forfattermøder. På disse møder kan forfatterne tilføje eller fjerne jokes, indsætte scener og bede om genindspilning af replikker fra showets stemmeskuespillere. Lederen på møderne er George Meyer, som har været ved showet siden begyndelsen. Jon Vitti, der længe har været manuskriptforfatter for The Simpsons, forklarede engang, at selvom han bliver krediteret for at have skrevet et afsnit, er de bedste citater ofte udtænkt af George Meyer. Eftersom det tager seks måneder at producere et afsnit af The Simpsons, kommenterer serien sjældent aktuelle hændelser, selvom der somme tider hentydes til planlagte begivenheder såsom de olympiske lege eller World Series.
John Swartzwelder, der personligt har skrevet 60 afsnit, er showets mest produktive forfatter. En anden kendt forfatter var Conan O’Brien, som skrev fire manuskripter, før han blev vært for talkshowet Late Night with Conan O'Brien. Den engelske komiker Ricky Gervais er den eneste berømthed, der nogensinde har været gæsteforfatter af et afsnit, selvom der har været andre gæsteforfattere, bl.a. Spike Feresten, en Seinfeld-forfatter.

### Animation
Udenlandske animationsstudioer:
AKOM
- Producerede de to første sæsoner.
- Producerede forskellige andre afsnit i seriens forløb.

Anivision
- Producerede animation for sæson 3 til 10.

Rough Draft Studios
- Producerede animation fra sæson 4 og frem.

U.S. Animation, Inc.
- Producerede afsnittet "Radioactive Man" med Anivision.
- Producerede "The Simpsons 138th Episode Spectacular".

Toonzone Entertainment
- Producerede "The Fat and the Furriest" og "She Used to Be My Girl".

The Simpsons er blevet animeret af mange forskellige studioer i løbet af de sidste 18 år, både inden for USA, Canada, og Sydkorea og udenlands. De animerede kortfilm på The Tracey Ullman Show blev udelukkende produceret af det amerikanske Klasky Csupo. Pga. det øgede arbejdspres blev noget af produktionen til halvtimesshowet lavet af udenlandske studier, for det meste i Sydkorea. Mens figur- og baggrundslayout bliver lavet af det indenlandske studie, klarer de udenlandske studier farvelægning, tweening og filmning. Gennem årene har forskellige udenlandske studier animeret forskellige afsnit, endda afsnit inden for den samme sæson. Klasky Csupo var det indenlandske animationsstudio de første tre sæsoner af halvtimesshowet. Fra sæson 4 valgte Gracie Films at overføre den indenlandske produktion til Film Roman, som (pr. december 2006) stadig animerer serien. Det sidst producerede afsnit af Klasky Csupo var "Kamp Krusty", i produktionsrækkefølgen.
Efter sæson 13 blev produktionen omdannet fra den traditionelle celluloidanimation til digital blæk og maling. Det første afsnit, der forsøgte sig med digital farvelægning, var "Radioactive Man" i 1995, og eksperimentet blev gentaget i sæson 12 med afsnittet "Tennis the Menace". Efter at have set resultaterne besluttede Gracie Films imidlertid at vente to sæsoner yderligere. "Tennis the Menace", der allerede var færdiggjort, blev sendt i denne udgave.

### Udsendelser
Originale afsnit af The Simpsons bliver vist på tv-selskabet The Learning Channel i USA, CBC Television i Canada, og EBS 1 i Sydkorea og er bredt distribueret internationalt. Sendetilladelsen til tidligere sæsoner er i stor udstrækning blevet solgt til andre amerikanske selskaber siden 1994. I Danmark vises serien på TV3 og 3+. I visse lande har det nogle gange været nødvendigt at justere showets indhold, så det passer til lokal kultur eller humor. Arabisktalende lande er et eksempel på dette, idet man fjerner eller ændrer henvisninger til alkoholiske drikkevarer, svinekød og ikke-muslimske religioner. Animationen i The Simpsons bevirker, at seriens dialog oftere bliver eftersynkroniseret i ikke-engelsktalende lande, end at der bliver sat undertekster på. I Danmark vises afsnittene dog med undertekster og de oprindelige amerikanske stemmer.

### Sæson 1
1. 1 Simpsons Roasting on an Open Fire (sendt første gang 17. december 1989)
2. 2 Bart the Genius (sendt første gang 14. januar 1990)
3. 3 Homer's Odyssey (sendt første gang 21. januar 1990)
4. 4 There's No Disgrace Like Home (sendt første gang 28. januar 1990)
5. 5 Bart the General (sendt første gang 4. februar 1990)
6. 6 Moaning Lisa (sendt første gang 11. februar 1990)
7. 7 The Call of the Simpsons (sendt første gang 18. februar 1990)
8. 8 The Telltale Head (sendt første gang 25. februar 1990)
9. 9 Life on the Fast Lane (sendt første gang 18. marts 1990)
10. 10 Homer's Night Out (sendt første gang 25. marts 1990)
11. 11 The Crepes of Wrath (sendt første gang 15. april 1990)
12. 12 Krusty Gets Busted (sendt første gang 29. april 1990)
13. 13 Some Enchanted Evening (sendt første gang 13. maj 1990)

### Sæson 2
1. 14 Bart Gets an "F" (sendt første gang 11. oktober 1990)
2. 15 Simpson ans Delilah (sendt første gang 18. oktober 1990)
3. 16 Treehouse of Horror (sendt første gang 25. oktober 1990)
4. 17 Two Cars in Every Garage and Three Eyes on Every Fish (sendt første gang 1. november 1990)
5. 18 Dincin' Gomer (sendt første gang 8. november 1990)
6. 19 Dead Putting Society (sendt første gang 15. november 1990)
7. 20 Bart vs. Thanksgiving (sendt første gang 22. november 1990)
8. 21 Bart the Daredevil (sendt første gang 6. december 1990)
9. 22 Itchy & Scratchy & Marge (sendt første gang 20. december 1990)
10. 23 Bart Gets Hit by a Car (sendt første gang 10. januar 1991)
11. 24 One Fish, Two Fish, Blowfish, Blue Fish (sendt første gang 24. januar 1991)
12. 25 The Way We Was (sendt første gang 31. januar 1991)
13. 26 Homer vs. Lisa and the 8th Commandment (sendt første gang 7. februar 1991)
14. 27 Principal Charming (sendt første gang 14. februar 1991)
15. 28 Oh Brother, Where Art Thou? (sendt første gang 21. februar 1991)
16. 29 Bart's Dog Gets "F" (sendt første gang 7. marts 1991)
17. 30 Old Money (sendt første gang 28. marts 1991)
18. 31 Brush with Greatness (sendt første gang 11. april 1991)
19. 32 Lisa's Substitute (sendt første gang 25. april 1991)
20. 33 The War of the Simpsons (sendt første gang 2. maj 1991)
21. 34 Three Men and a Comic Book (sendt første gang 9. maj 1991)
22. 35 Blood Feud (sendt første gang 11. juli 1991)

### Sæson 3
1. 36 Stark Raving Dad (sendt første gang 19. september 1991)
2. 37 Mr. Lisa Goes to Washington (sendt første gang 26. september 1991)
3. 38 When Flanders Failed (sendt første gang 3. oktober 1991)
4. 39 Bart the Murderer (sendt første gang 10. oktober 1991)
5. 40 Home Defined (sendt første gang 17. oktober 1991)
6. 41 Like Father, Like Clown (sendt første gang 24. oktober 1991)
7. 42 Treehouse of Horror || (sendt første gang 31. oktober 1991)
8. 43 Lisa's Pony (sendt første gang 7. november 1991)
9. 44 Saturdays of Thunder (sendt første gang 14. november 1991)
10. 45 Flaming Moe's (sendt første gang 21. november 1991)
11. 46 Burns Verkaufen der Kraftwerk (sendt første gang 5. december 1991)
12. 47 I Married Marge (sendt første gang 26. december 1991)
13. 48 Radio Bart (sendt første gang 9. januar 1992)
14. 49 Lisa the Greek (sendt første gang 23. januar 1992)
15. 50 Homer Alone (sendt første gang 6. februar 1992)
16. 51 Bart the Lover (sendt første gang 13. februar 1992)
17. 52 Homer at the Bar (sendt første gang 20. februar 1992)
18. 53 Separate Vocations (sendt første gang 27. februar 1992)
19. 54 Dog of Death (sendt første gang 12. marts 1992)
20. 55 Colonel Homer (sendt første gang 26. marts 1992)
21. 56 Black Widower (sendt første gang 9. april 1992)
22. 57 The Otto Show (sendt første gang 23. april 1992)
23. 58 Bart's Friend Falls in Love (sendt første gang 7. maj 1992)
24. 59 Brother Can You Spare Two Dimes? (sendt første gang 27. august 1992)

### Sæson 4
1. 60 Kamp Krusty (sendt første gang 24. september 1992)
2. 61 A Streetcar Named Marge (sendt første gang 1. oktober 1992)
3. 62 Homer the Heretic (sendt første gang 8. oktober 1992)
4. 63 Lisa the Beauty Queen (sendt første gang 15. oktober 1992)
5. 64 Treehouse of Horror ||| (sendt første gang 29. oktober 1992)
6. 65 Itchy & Scratchy: The Movie (sendt første gang 3. november 1992)
7. 66 Marge Gets a Job (sendt første gang 5. november 1992)
8. 67 New Kid on the Block (sendt første gang 12. november 1992)
9. 68 Mr. Plow (sendt første gang 19. november 1992)
10. 69 Lisa's First Word (sendt første gang 3. december 1992)
11. 70 Homer's Triple Bypass (sendt første gang 17. december 1992)
12. 71 Marge vs. the Monorail (sendt første gang 14. januar 1993)
13. 72 Selma's Choise (sendt første gang 21. januar 1993)
14. 73 Brother from the Same Planet (sendt første gang 4. februar 1993)
15. 74 I Love Lisa (sendt første gang 11. februar 1993)
16. 75 Duffless (sendt første gang 18. februar 1993)
17. 76 Last Exit to Springfield (sendt første gang 11. marts 1993)
18. 77 So It's Come to This: A Simpsons Clip (sendt første gang 1. april 1993)
19. 78 The Front (sendt første gang 15. april 1993)
20. 79 Whacking Day (sendt første gang 29. april 1993)
21. 80 Marge in Chains (sendt første gang 6. maj 1993)
22. 81 Krusty Gets Kancelled (sendt første gang 13. maj 1993)

## Figurer
Familien Simpsons livsstil er typisk for den amerikanske middelklasse. Homer Jay Simpson er sikkerhedsinspektør på Springfield Nuclear Power Plant (Springfields atomkraftværk) og et hovedsageligt velmenende fjols. Homer er søn af Abraham Simpson og Mona Jay Simpson. Marge Bouvier Simpson er for det meste en stereotyp amerikansk hjemmegående husmor. Hun er datter af Jacqueline Bouvier og afdøde Clancy Bouvier. Bart Simpson er en 10 år gammel ballademager, der betragter sig selv som en rebel. Lisa Simpson er det ekstremt intelligente, 8 år gamle mellemste barn, som ofte er involveret i venstrefløjsaktivisme og elsker at spille saxofon. Maggie Simpson er en baby, som sutter på sin sut uden at tale. Familien har en hund (Santa's Little Helper), en kat (Snowball II) og flere andre mere forbigående kæledyr. På trods af at mange årlige højtideligheder (såsom ferier og fødselsdage) tydeligvis passerer, ældes familien ikke.
Showet indeholder et omfattende galleri af ejendommelige figurer, bl.a. kollegaer, lærere, venner, familiemedlemmer og lokale berømtheder. Oprindeligt blev mange af disse figurer skabt til brug i en enkelt joke eller for at udfylde en funktion i byen; en del af dem fik efterhånden udvidet deres roller, og visse er siden blevet omdrejningsemnet for deres egne afsnit. Matt Groening udtalte, at idéerne til de mange forskellige tilbagevendende figurer på The Simpsons "var i høj grad inspireret af sketchkomedieshowet SCTV, med alle SCTV-figurerne i Melonville involveret i showet", og det har fået byen til at fremstå som sit eget lille univers.

## Miljø
The Simpsons finder sted i den fiktive amerikanske by Springfield. Staten, som byen ligger i, er aldrig entydigt oplyst, og det er ikke meningen, at byen skal findes i nogen bestemt stat. Ikke desto mindre har fans gennem hele seriens forløb forsøgt at bestemme, hvor Springfield er, ved at bruge byens karakteristika, omgivende geografi og nærliggende attraktioner som spor. Som svar herpå har showet i nyere afsnit med vilje været vildledende med hensyn til staten, og næsten alle stater og regioner i USA er både blevet foreslået og udelukket af tvetydige beviser. Groening har udtalt, at Springfield har meget til fælles med Portland, Oregon, den by han voksede op i, og navnet "Springfield" blev valgt, fordi det er et almindeligt bynavn, der optræder i mere end 30 stater. Geografien i Springfield og dets omgivelser er fleksibel og er blevet vist med kystlinjer, ørkener, store landbrugsjorde og høje bjerge, eller hvad end en given historie eller joke nu kræver.

## Plot
I mange afsnit fokuserer plottet på en bestemt figur eller forholdet mellem to figurer. Almindelige handlingsforløb omfatter bl.a.: Homer får et nyt job eller forsøger sig med en plan for at blive hurtigt rig; Marge forsøger at slippe fri af husets monotoni ved at finde et arbejde eller en hobby; Bart forårsager et stort problem og forsøger at fikse det, dække over det eller helt ignorere det; Lisa slutter sig til eller bliver fortaler for en bestemt sag eller gruppe. Nogle afsnit har fokuseret på sekundære eller tertiære figurers problemer, der normalt løses med hjælp fra et medlem af familien Simpson.
Showet gør rutinemæssigt grin med konventioner og personligheder inden for show business, deriblandt seriens egen tv-kanal Fox. Krusty the Clown har mange entusiastiske fans blandt Springfields børn, men uden for scenen er han udkørt, kynisk og har dårligt helbred efter mange års fråseri, gambling og stofmisbrug. Han vil reklamere for ethvert produkt, bare prisen er rigtig. Kent Brockman er en selvhøjtidelig, forkælet tv-nyhedsoplæser uden sans for journalistisk etik.
Showet har været fuldt af politisk satire gennem årene og har ofte hængt nuværende og tidligere amerikanske præsidenter ud, såvel som andre verdensledere. Eksempler herpå er: Richard Nixon, der vises som en ven af Djævlen i "Treehouse of Horror IV", George H. W. Bush, som portrætteres som Homers krakilske fjende i "Two Bad Neighbours", Al Gore, hvis tilsyneladende banale personlighed latterliggøres, Bill Clinton, som påstår at have indgået i zoofili i "Homer to the Max", samt FN, der gentagne gange vises som en inkompetent organisation indhyllet i mundhuggeri.
Visse sociale konservative har taget godt imod showet. En af hovedårsagerne til dette er, at The Simpsons portrætterer en traditionel kernefamilie midt iblandt en række tv-sitcoms, der viser mindre traditionelle familier. Showet har leget med muligheden for affærer uden for ægteskabet, omend Homers og Marges ægteskab altid bliver uomtvisteligt bekræftet til sidst. Sociale konservative og visse evangeliske kristne har også henledt opmærksomheden på den positive rolle for den fromme kristne Ned Flanders, hvis irritabilitet til tider bliver gjort grin med, men hvis anstændighed aldrig svigter på trods af konstante provokationer af Homer. I flere afsnit bryder Gud ind for at hjælpe Flanders-familien, hvilket anråber sådanne kristne koncepter som det guddommelige forsyn. I sammenligning med familien Simpson sidder Flanders-familien rimeligt godt i det og er mindre dysfunktionel, omend de på deres egen måde er særprægede, med deres overdrevne fromhed og fundamentalistiske fortolkninger af Bibelen. Der er mange afsnit af The Simpsons, som i mindre grad appellerer til sociale konservative, fx "Homer's Phobia", hvori Homer besejrer sin homofobi og bliver venner med en homoseksuel mand, og afsnittet "There's Something About Marrying" taler for accept af homoseksuelle ægteskaber. Lisa Simpson, det mest intelligente familiemedlem, bliver fremstillet som en uforknyt liberal.
Showet har benyttet sig af adskillige forskellige handlingsstrukturer i løbet af dets levetid. I de tidlige sæsoner var det almindeligt med plot, der lagde sig tæt op af standarden for sitcoms. Her bliver en figur eller gruppe af figurer placeret i en simpel, moralsk eller social situation, som de må løse eller lære at acceptere. Efter de tidlige sæsoner blev det almindeligt, at hovedplottet opstod ud fra et relativt urelateret handlingsforløb i første akt. Dette fænomen bliver normalt kaldt plot drift og er den mest benyttede plotstruktur i The Simpsons. Den sidste betydningsfulde plotstruktur omfatter tre korte historier, ofte med en bagvedliggende historie, der binder de mindre sektioner sammen. Dette benyttes mest i halloweenafsnittene, men bruges også i sædvanlige afsnit, særligt til omskrivninger af klassiske historier med Simpsons-figurerne.

### Inanimate Carbon Rod
Inanimate Carbon Rod er en stav af kulstof, som har været med The Simpsons flere gange, første gang i Some Enchanted Evening. I introscenen fisker Homer en stav op af lommen og kaster den ud af vinduet, men om der er tale om den samme stav er ikke sikkert.
Staven er med i en del episoder bl.a. Deep Space Homer, hvor den senere er på forsiden af Time Magazine med teksten "In rod we trust" (et ordspil på "In God we trust").

## Særlige kendetegn

### Åbningssekvens
Åbningssekvensen i The Simpsons er et af seriens mest genkendelige kendetegn. Næsten alle afsnit starter med, at kameraet zoomer gennem showets titel mod byen Springfield. Derefter følger man familiemedlemmerne på vej hjem. Når de kommer ind i huset, sætter de sig på sofaen for at se tv. Seriens kendingsmelodi blev komponeret af musikeren Danny Elfman i 1989, efter Groening bad ham om at skrive et stykke i "retro"-stil. Denne melodi, som tog to dage at kreere, er blevet beskrevet af Elfman som den mest populære i hans karriere.
En af åbningens mest unikke aspekter er, at der er adskillige dele, som ændres fra afsnit til afsnit. Bart skriver noget forskelligt på tavlen. Lisa spiller nogle gange en anderledes solo på sin saxofon, og noget forskelligt sker, når familien løber ind i stuen for at sætte sig på sofaen. Det sidstnævnte er ofte den eneste af de tre jokes, der overlever forkortningsprocessen af åbningssekvensen for gamle afsnit, der bliver solgt til andre tv-selskaber, eller afsnit, der kræver ekstra tid til historien. Konceptet med at udskifte elementer er efterfølgende blevet brugt af Groening i Futurama og af andre, fx en avisoverskrift i American Dad!.

### Halloweenafsnit
En årlig tradition er et specielt halloween-afsnit. Afsnittet "Treehouse of Horror" (1990) indledte en tradition med tre separate, selvstændige historier i hvert halloweenafsnit. Disse stykker handler normalt om familien i et gyser-, science fiction- eller overnaturligt miljø og parodierer eller hylder ofte et berømt værk inden for disse genrer. De finder altid sted uden for showets sædvanlige handlingsrammer. Selvom meningen med "Treehouse"-serien er, at den skal ses ved halloween, har de senere års nye afsnit haft premiere efter halloween. Dette skyldes Fox' nuværende kontrakt med Major League Baseballs World Series. Ved de fleste halloweenafsnit er det sædvanlige "shh" i den afsluttende Gracie Films-sekvens erstattet af et skrig og en kirkeorgelversion af kendingsmelodien.

### Tilbagevendende jokes og slagord
Der er mange tilbagevendende jokes og slagord i The Simpsons, hvoraf flere er blevet droppet i løbet af serien. Berømte slagord omfatter Homers misfornøjede udbrud "d'oh!", Mr. Burns' "Excellent..." og Nelson Muntz' "Ha-ha!". Et interessant fænomen indtraf med Barts slagord. Hans nu velkendte "¡Ay, caramba!", "Don't have a cow, man!" og "Eat my shorts!" blev trykt på t-shirts i showets første dage, men de sidste to sætninger blev rent faktisk sjældent udtalt i selve serien, før efter de blev populære gennem merchandise, og brugen af mange af disse slagord er aftaget i løbet af de seneste sæsoner.
Tilbagevendende jokes benyttes ligeledes. Et eksempel er Barts telefonfis med Moe's Tavern, hvor han beder om at tale med en person med et navn, der har en fræk medbetydning, fx "Amanda Huggankiss", "Al Coholic", "Seymour Butts" eller "Mike Rotch". Et andet eksempel er de årlige halloweenafsnit, hvori navnene i rulleteksterne er parodier på de rigtige, eksempelvis "Bat Groening," "Chains Hell Brooks", etc.
Showet er kendt for både skiltejokes og freeze frame-jokes. En skiltejoke er et skilt i showet, hvis tekst har et humoristisk indhold. Navnene på kommercielle virksomheder og skiltene foran skolen og kirken er almindelige fora for sådanne jokes. Freeze frame-jokes er billeder, der er for kort tid på skærmen til at kunne opfattes under normale forhold, men som dukker op, hvis seeren optager showet og sætter afspilleren på pause ved det pågældende delbillede.

### Gæstestjerner
Mange afsnit indeholder berømte gæster, hvis stemmer deltager i showet, enten portrætterende dem selv eller fiktive figurer. Mange optrædener involverer en berømthed, der lægger stemme til en figur, men det er blevet mere almindeligt, at gæstestjerner spiller sig selv. Hugh Laurie, Chris Martin, J. K. Rowling, 50 cent, Tom Petty, Spinal Tap, Joe Namath, George Harrison, James Earl Jones, Jay Leno, U2, Steve Martin, The Who, Tito Puente, Buzz Aldrin, Mark Hamill, Paul McCartney, Cypress Hill, The Smashing Pumpkins, Peter Frampton, Sonic Youth, Mickey Rooney Brian Setzer, Mick Jagger, Keith Richards, Lenny Kravitz, 'N Sync, Justin Bieber og mange flere har optrådt i The Simpsons.

## Kulturel indflydelse

### Indflydelse på sproget
Et antal nye ord og vendinger, som opstod i The Simpsons, er blevet almindelig kendte. Det mest berømte eksempel er Homers misfornøjede udbrud "d'oh!" Slagordet er så allestedsnærværende, at det nu optræder i Oxford English Dictionary, men uden apostroffen. Dan Castellaneta har forklaret, at han lånte udtrykket fra James Finlayson, en skuespiller i tidlige Gøg og Gokke-komedier, som udtalte ordet mere langtrukkent og skingert. Castellaneta fik besked på at forkorte lyden af showets instruktører, hvilket førte til det berømte udbrud i tv-serien.
Andre Simpsons-udtryk er blevet folkelige, inklusive ordet "excellent" (strakt ud som et dystert og nasalt "eeeexcelllent…" i Mr. Burns' stil), Homers triumferende "Woohoo!" og Nelson Muntz' hånlige "ha-ha!" Groundskeeper Willies beskrivelse af franskmænd som "cheese-eating surrender monkeys" (dansk: ostespisende overgivelsesaber) blev brugt af den konservative National Review-klummeskriver Jonah Goldberg i 2003 efter Frankrigs modstand mod den foreslåede invasion af Irak, og udtrykket spredte sig hurtigt til andre journalister.

### Indflydelse på tv
The Simpsons var det første animerede program i prime time siden tiden med The Flinstones. I størstedelen af 1980'erne blev animerede shows betragtet som værende for børn, og animationen var for dyr til at opnå en ordentlig kvalitet for prime time-tv. The Simpsons ændrede denne opfattelse. Brugen af koreanske animationsstudier til tweening, farvelægning og filmning gjorde afsnittene billigere. Showets succes og de lavere produktionsomkostninger fik andre tv-selskaber til at løbe risikoen med andre animerede serier. Dette førte til et boom i nye animerede prime time-shows i 1990'erne, fx South Park, Family Guy, King of the Hill, Futurama og The Critic. South Park hædrede senere The Simpsons med afsnittet "Simpsons Already Did It" (dansk: Simpsons har allerede gjort det).
The Simpsons har også influeret på traditionelle skuespilsshows. Malcolm in the Middle, som debuterede den 9. januar 2000 og blev sendt lige efter The Simpsons, var i høj grad inspireret af denne serie. Det indeholder den samme redigering, brugen af visuelle jokes, og benytter sig ikke af dåselatter ligesom de fleste sitcoms ellers gør. Ricky Gervais har kaldt The Simpsons en stor inspirationskilde til hans britiske komedie The Office, som også undlader at indsætte dåselatter.

## Kritikerreaktioner og præstationer

### Priser
The Simpsons har vundet dusinvis af priser siden seriens debut, bl.a. 23 Emmyer, 22 Annie Awards og en Peabody Award. Den 14. januar 2000 blev The Simpsons tildelt en stjerne på Hollywood Walk of Fame. I 1998 kårede Time Magazine The Simpsons som århundredets bedste tv-serie i et blad, der hyldede de største præstationer inden for kunst og underholdning i det 20. århundrede. I det samme blad blev Bart Simpson placeret på Time 100-listen, der angiver Times bud på århundredets 100 mest indflydelsesrige personer. Han var den eneste fiktive figur på listen. I 2002 blev showet placeret som nr. 8 på TV Guides Alle tiders 50 bedste shows. I år 2000 kaldte tv-anmelderen Ken Tucker fra bladet Entertainment Weekly The Simpsons 1990'ernes bedste tv-show. Endvidere har seerne på den britiske tv-kanal Channel 4 stemt The Simpsons ind som nr. 1 i to afstemninger, De 100 bedste børne-tv-shows i 2001 og De 100 bedste tegnefilm i 2005, med Homer Simpson på førstepladsen i De 100 største tv-figurer i 2001.

### Anciennitet
Den 9. februar 1997 overgik The Simpsons med afsnittet "The Itchy & Scratchy & Poochie Show" The Flintstones som den prime time-animationsserie, der har haft længst sendetid i Amerika. I 2004 overtog showet rekorden for den længst viste (animerede såvel som ikke-animerede) sitcom i USA fra The Adventures of Ozzie and Harriet (1952 til 1966). I oktober 2004 blev Scooby-Doo kortvarigt det amerikanske animerede show, der havde det største antal afsnit. I april 2005 blev Scooby-Doo strøget fra programmet igen efter 371 afsnit i alt, og The Simpsons vandt rekorden tilbage med 378 afsnit ved afslutningen af den 17. sæson. Selvom The Simpsons er indehaver af rekorden for flest afsnit for en amerikansk animationsserie, har visse udenlandske serier overgået The Simpsons i denne henseende. For eksempel kan den japanske animeserie Doraemon bryste sig af mere end 600 afsnit.
2007 markerer tyveårsjubilæet for Simpsons-konceptet, siden showet begyndte som indslag på The Tracey Ullman Show i 1987. Med dets 19. sæson (2007-2008) vil serien være én sæson efter Gunsmokes amerikanske rekord, der lyder på 20 producerede sæsoner. Imidlertid overgår Gunsmokes afsnitsantal (635) klart det for The Simpsons, og med sædvanlige sæsonlængder ville The Simpsons først kunne overtage denne rekord i en eventuel 29. sæson.

### Kritik af aftagende kvalitet
Gennem mange år priste de fleste anmeldelser af nye Simpsons-afsnit showet for dets åndfuldhed, realisme og intelligens. Men tonen og fokusset i showet ændrede sig gradvist fra midten af 1990'erne. Nogle kritikere begyndte at kalde showet udslidt. Omkring år 2000 havde en del fans, der havde fulgt showet gennem lang tid, mistet troen på det, inklusive dets bevægelse fra mere figurdrevne plot til, hvad de opfattede som for stor fokus på skøre tossestreger.
For at fejre showets 300. afsnit i 2003 udgav USA Today et par Simpsons-relaterede artikler: en top 10-liste over de bedste afsnit valgt af webmasteren for fanhjemmesiden The Simpsons Archive samt en top 15-liste af showets egne forfattere. Det nyeste afsnit på fansenes liste var "Homer's Phobia" fra 1997, mens forfatternes nyeste afsnit var "Behind the Laughter" fra år 2000. I 2004 kritiserede Harry Shearer showets dalende kvalitet i et interview: "Jeg rangerer de seneste tre sæsoner som blandt de værste, så sæson fire ser rigtig god ud for mig nu."
På trods af denne kritik har The Simpsons formået at beholde et publikum og tiltrække nye fans, selvom den første sæson i gennemsnit havde 13,4 millioner seere alene i USA, sammenlignet med 17. sæson, som endte med et gennemsnit på 9,2 millioner seere. I et interview i april 2006 sagde Matt Groening: "Jeg kan helt ærligt ikke se nogen ende på det. Jeg tror, det er muligt, at showet vil blive for økonomisk besværligt... men lige nu mener jeg, at showet kreativt set er lige så godt eller bedre, end det nogensinde har været. Animationen er utroligt detaljeret og fantasifuld, og historierne gør ting, vi aldrig har gjort før, så kreativt set er der ingen grund til at stoppe."

## Merchandise
The Simpsons' popularitet har gjort det til en merchandisingindustri i milliarddollarklassen. Titelfamilien og bifigurer optræder på alt fra t-shirts over actionfigurer til plakater. The Simpsons har inspireret specialudgaver af velkendte brætspil, bl.a. Cluedo, Scrabble, Monopoly, Operation og The Game of Life, såvel som quizspillet What Would Homer Do? (dansk: Hvad ville Homer gøre?) og Simpsons Jeopardy. Adskillige kortspil er blevet produceret, både almindelige og The Simpsons Trading Card Game.
Utallige Simpsons-relaterede bøger og hæfter er blevet udgivet i løbet af årene. Indtil videre har Bongo Comics udgivet ni tegneserier siden 1993. Tegneserierne er også blevet samlet i bogform, og mange andre Simpsons-bøger, såsom afsnitguides, er også blevet trykt.
Musik spiller en vis rolle i The Simpsons, hvis figurer til tider bryder ud i sang i løbet af serien. Den mest kendte sang er "Do the Bartman", som er skrevet af Michael Jackson og opnåede international succes, da den blev udgivet som single. The Simpsons Sing the Blues og The Yellow Album indeholdt coverversioner af sange såvel som originale værker. Songs in the Key of Springfield og Go Simpsonic with The Simpsons er cd-samlinger af original musik fra tv-serien. I Storbritannien blev sangen "Deep, Deep Trouble" udgivet som en opfølger til "Do the Bartman".

### Dvd'er
Mange afsnit i serien er blevet udgivet på dvd og VHS gennem årene. Da dvd'en med den første sæson blev frigivet i 2001, blev den hurtigt den bedst sælgende tv-dvd i historien, selvom den senere blev overgået af den første sæson af Chappelle's Show. Disse dvd'er er blevet udgivet i Nordamerika (dvd-region 1), Europa (region 2) og Australien/New Zealand/Latinamerika (region 4). Sæson 1-7 er også blevet udgivet i Japan (region 2).

### Computerspil
Computerspilindustrien var hurtig til at tilpasse seriens figurer og miljø til spil. Nogle af de tidlige bemærkelsesværdige spil omfatter bl.a. Konamis arkadespil The Simpsons (1991) og Acclaim Entertainments The Simpsons: Bart vs. the Space Mutants (1991). Blandt mere moderne spil kan nævnes The Simpsons Road Rage (2001) og The Simpsons Hit & Run (2003). Det seneste spil med The Simpsons er The Simpsons Game, der fik premiere 1. november 2007. To Simpsons-inspirerede flippermaskiner er blevet produceret, en efter den første sæson, og den anden er stadig på markedet.

## Film
20th Century Fox, Gracie Films og Film Roman producerede en animeret The Simpsons-film, der havde premiere 27. juli 2007 i USA og den 3. august 2007 i Danmark. The Simpsons Movie blev instrueret af David Silverman, der længe havde været producer på tv-serien, og manuskriptet blev skrevet af et hold af Simpsons-forfattere bestående af Matt Groening, James L. Brooks, Al Jean, George Meyer, Mike Reiss, John Swartzwelder, Jon Vitti, David Mirkin, Mike Scully, Matt Selman og Ian Maxtone-Graham. Produktionen af filmen skete sideløbende med den fortsatte udvikling af tv-serien på trods af tidligere udtalelser om, at en film først ville blive påbegyndt efter seriens afslutning. Der havde været tale om en mulig Simpsons-film i fuld længde siden seriens første sæsoner. James L. Brooks mente oprindeligt, at historien bag afsnittet "Kamp Krusty" var egnet til en film, men stødte på diverse vanskeligheder, da han forsøgte at udvide manuskriptet. I lang tid blev projektet forsinket grundet problemer såsom mangel på en passende historie og et allerede fuldt optaget hold af forfattere.
Efter at have vundet en konkurrence arrangeret af The Learning Channel, CBC Television, og EBS 1 og USA Today, Kanada Today, og Sydkorea Today var den amerikanske by Springfield i delstaten Vermont vært for filmens verdenspremiere. Filmen indtjente 74 millioner amerikansk dollar den første weekend i USA, hvorved den røg til toppen af filmhitlisten, og den satte en ny rekord for største indtjening i åbningsweekenden for en film baseret på en tv-serie. På de internationale filmhitlister lå filmen også nummer 1, da den indtjente omkring 522 millioner kr. i 71 territorier uden for USA, deriblandt 151 millioner kr. i Storbritannien, hvilket var Fox' andenbedste åbningsweekend i landet nogensinde. The Simpsons Movie røg også til tops på de danske biografhitlister med et salg på mere end 100.000 billetter de første fem dage.

## Instruktører

### A
- Neil Affleck
- Bob Anderson
- Mike B. Anderson
- Wes Archer

### B
- Carlos Baeza
- Brad Bird
- Kent Butterworth

### C
- Shaun Cashman
- Chris Clements
- Gábor Csupó

### D
- Susie Dietter

### E
- Mark Ervin

### F
- Matthew Faughnan
- Pound Foolish (fake name for David Silverman)

### G
- Milton Gray

### H
- Klay Hall

### K
- Jen Kamerman
- Mark Kirkland
- Lance Kramer
- Nancy Kruse

### L
- Jeffrey Lynch

### M
- Lauren MacMullan
- Michael Marcantel
- Pete Michels
- Rich Moore
- Steven Dean Moore

### N
- Matthew Nastuk

### O
- Rob Oliver

### P
- Raymond S. Persi
- Dominic Polcino
- Michael Polcino

### R
- Jim Reardon

### S
- Swinton O. Scott III
- Chuck Sheetz
- David Silverman
- Ralph Sosa
- Alan Smart

### V
- Gregg Vanzo